# Montchauvet (montagne)
Pour les articles homonymes, voir Montchauvet.
 (avril 2023).
Le Montchauvet, ou mont Chauvet, est une montagne du massif de la Margeride qui culmine à 1 485 m d'altitude dans le département de la Haute-Loire. Il est connu pour la présence humaine au Néolithique puis au Moyen Âge.

## Toponymie
Il est connu dans les textes médiévaux sous le nom de Monte Calvo, le « mont chauve ».

## Géographie

### Situation
Il se trouve dans la commune de Saugues et son versant méridional s'étend sur celle de Grèzes, dans le département de la Haute-Loire.
À son sommet, un panorama permet d'observer le massif du Mézenc, le Devès et les monts du Cantal.

### Biodiversité
Ceinturée par une forêt de hêtres, la montagne comprend une lande à callunes avec myrtilles et framboises en été.
Le Montchauvet est un des sites Natura 2000 « Sommets et versants orientaux de la Margeride ».

## Histoire

### Village de Montchauvet au Moyen Âge
Le village médiéval déserté de Montchauvet redécouvert depuis les premiers travaux archéologiques en 1965, est occupé entre le Xe siècle et le XVe siècle. Le village, bâti sur la pente du Montchauvet, est entouré de terrasses de cultures témoins d'expansion des terres agricoles. Il semble ne pas avoir survécu au petit âge glaciaire, à la Grande Peste ainsi qu'aux Routiers qui ont pillé les places fortes et les villages de l'archiprêtré de Saugues après le traité de Brétigny, en 1360. Cette pente du Montchauvet abrite deux autres villages désertés de plus petite taille.

### Commanderie de Paulhac
La commanderie de Paulhac dépendait de la commanderie de Gap-Francès située sur le mont Lozère, au bord du Tarn. Elle fait partie de l'ordre de Saint-Jean de Jérusalem. Le domaine de Paulhac était constitué de terres cultes, de prairies et de forêts. Le commandeur percevait un grand nombre de censives. La justice entière au lieu de Paulhac appartenait au duc de Mercœur ; le commandeur l'exerçait dans les localités concernées par la commanderie. Le domaine de Paulhac s'étendait notamment sur les terres des villages de Dièges, la Molle, la Vachelerie au pied du Montchauvet. La commanderie de Gap-Francès et ses dépendances sont démantelées à la Révolution française.

### Bête du Gévaudan
La bête du Gévaudan a commis ses méfaits contre la population du Nord-Gévaudan et ses périphéries entre 1764 et 1767. La majorité des attaques se concentrent entre les trois monts : le mont Mouchet, le Montchauvet et le mont Grand. À la ferme de Montchauvet, le jeune Jean Bergougnoux, fils de métayers, a perdu la vie sous les crocs du canidé.
La bête du Gévaudan est le sujet de nombreux ouvrages et de nombreuses thèses des plus doctes aux plus farfelues. L'abbé François Fabre, érudit local saugain, s'en est emparé et à suite de nombreux autres jusqu'à aujourd'hui.
La bête du Gévaudan est une des premières affaires relayées par la presse naissante en France. Elle inspire aussi des moqueries contre le roi Louis XV. Pour l'historien Jean-Marc Moriceau, la bête du Gévaudan est loin d'être isolée en France ; de nombreuses attaques de loups visibles dans les archives tenues par les prêtres ont aussi défrayé les chroniques.

### Piste de ski à la ferme de Montchauvet
La commune de Saugues et son maire, Jean-Claude Simon, envisagent dès 1968 d'aménager une piste de ski sur le Montchauvet. Terrassement fait, le tire-fesses est installée en 1972. La piste descendait et passait derrière la ferme de Montchauvet. En 1973, le frère Joseph Fabre qui dirige les fouilleurs du village médiéval déserté de Montchauvet alerte la mairie car la piste menace le site archéologique. Le manque de neige a eu raison de la piste de ski.

## Lieux d'intérêt

### Village médiéval déserté de Montchauvet
Le village médiéval déserté de Montchauvet est connu depuis le XIXe siècle. Il est redécouvert par trois Frères des écoles chrétiennes. Ceux-ci décident de créer un camp archéologie pour les jeunes à partir de 1965. Ces aussi à partir de cette date que commence l'étude archéologique du village en ruine. Le village est ainsi étudié jusqu'en 1989 par le frère Joseph Fabre. Le site archéologique est inscrit au titre des monuments historiques par arrêté du 5 janvier 1989. Deux étudiants archéologues de l'Université Lyon II sous la direction de Jean-Michel Poisson prennent la suite en 1994 avec deux sondages.
Le frère Joseph Fabre a installé dans la ferme de Montchauvet des vitrines donnant à voir les objets exhumés lors des fouilles. En 1989, l'exposition est transférée dans l'ancienne écurie et étoffée. Une nouvelle exposition est proposée en 1997 jusqu'en 2014 : l'exposition « La Vie quotidienne d'un village médiéval déserté de moyenne montagne » complète alors la visite du site archéologique.
Depuis 2015, le village médiéval déserté est ouvert au public lors d'évènements comme les Journées nationales de l'archéologie.

### Ancienne chapelle de Notre-Dame-de-Beaulieu
Sur la pente sud-est du Montchauvet, la chapelle de Notre-Dame-de-Beaulieu est connu entre 1260 et 1837 environ. La chapelle primitive a un cimetière attenant. Elle est ensuite déplacée à quelques centaines de mètres où le promeneur peut encore y voir la ruine. Après 1837, la chapelle est transférée dans l'église paroissiale de Paulhac-en-Margeride.

### Croix du Montchauvet
Une croix en bois est érigée au sommet du mont dans les années 1980. Elle constitue une étape du PR Montchauvet.

### Sources
- Abbé François Fabre, Notes historiques sur Saugues (Haute Loire), Saugues, L’œuvre Saint-Bénilde, 1899 (réimpr. 1982)
- Abbé François Fabre, La Bête du Gévaudan en Auvergne, Paris, Librairie Floury, 1930 (réimpr. 2001)
- Christian Sermet et José Raymond, « Vivre dans la région de Saugues au Moyen Âge : étude archéologique de Montchauvet dans son contexte régional », Les Dossiers de Montchauvet,‎ 2003 (ISSN 1630-134X)
- Maurice André (archiviste), « Notice historique sur la commanderie de Gap-Francès et chronologie de ses commandeurs », Bulletin de la Société d’agriculture, industrie, sciences et arts du département de la Lozère, Mende, no tome XV,‎ ?, p. 393 à 400.
- Manuel Perret, « L'exposition permanente du site archéologique de Montchauvet... », Les Dossiers de Montchauvet, 2005  (ISSN 1630-134X)